# Reggia di Capodimonte
La reggia di Capodimonte è un palazzo reale, con annesso un parco, ubicato a Napoli nella località di Capodimonte. Fu la residenza storica dei Borbone di Napoli, ma anche dei Bonaparte e Murat nonché dei Savoia.
Costruita a partire dal 1738 per volere di Carlo di Borbone come luogo dove accogliere la collezione Farnese, è stata successivamente adibita a reggia fino al 1957, anno dal quale ospita il Museo nazionale di Capodimonte.
La reggia si estende su due livelli ed al primo piano si trovano gli Appartamenti Reali: si tratta in parte di ricostruzione, in parte di originali, degli arredi appartenuti alle famiglie dinastiche che hanno abitato nella dimora; tra gli elementi di spicco: porcellane, oggetti di vita quotidiana e sculture e pitture di artisti italiani ed europei del XVIII e XIX secolo.
Nel 2015 il museo e parco hanno fatto registrare rispettivamente 144 694 e 974 531 visitatori.

## Storia

### XVIII secolo

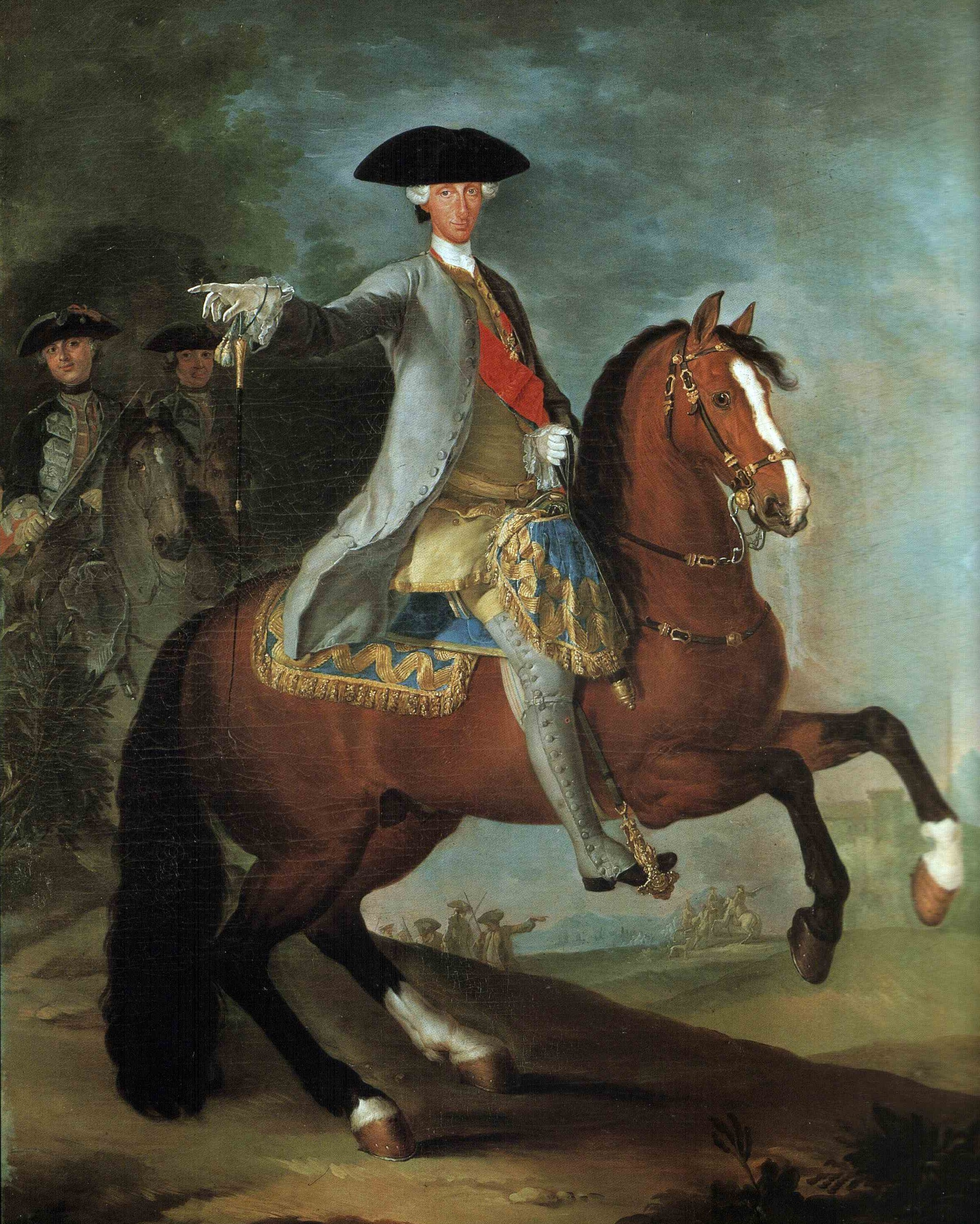
Carlo di Borbone, ideatore della reggia

Dopo due secoli di viceregno spagnolo e trent'anni di dominazione austriaca, nel 1734, con la salita al trono di Carlo di Borbone, Napoli ritorna ad essere capitale di un regno indipendente: il nuovo re decide di approntare un riassetto urbano della città e tra le varie idee quella di costruire un palazzo dove ospitare una collezione di opere d'arte, la cosiddetta collezione Farnese, iniziata da papa Paolo III nel XVI secolo e continuata dai suoi discendenti, ereditata dalla madre Elisabetta Farnese e ancora divisa tra Roma e Parma, anche perché al Palazzo Reale non era mai stata realizzata una galleria d'arte. Il luogo prescelto per la costruzione dell'edificio è la collina di Capodimonte, una zona boschiva di Napoli, ricca di selvaggina, con l'intenzione di affiancare all'uso museale anche un luogo dove risiedere durante le battute di caccia: la collina inoltre offre panorami sul Vesuvio, su San Martino e su Posillipo.
La prima pietra della reggia viene posta il 10 settembre 1738 ed i lavori di costruzione sono affidati all'ingegnere militare Giovanni Antonio Medrano a cui è affiancato Antonio Canevari, anche se la loro collaborazione risulterà poi abbastanza travagliata. Una commissione di esperti, che inizia a lavorare dal 1739, si occupa invece di definire gli spazi interni per meglio assolvere alla funzione museale; il progetto prevede quindi un edificio a pianta rettangolare con tre cortili interni, le cui sale esposte a sud, con vista sul mare, destinate all'esposizione dei dipinti, mentre quelle più interne, che guardano verso il giardino, adibite a biblioteca. I lavori procedono abbastanza lentamente; ad un affievolimento dell'entusiasmo iniziale si affiancano problemi di natura logistica, come la mancanza di acqua sulla collina di Capodimonte e la difficoltà per raggiungere il sito, a causa dell'assenza di una strada diretta e la presenza del vallone della Sanità, che impone diverse salite, tant'è che Johann Joachim Winckelmann, durante una visita alla reggia sostiene:
(Johann Joachim Winckelmann)

Ferdinando Fuga, uno degli architetti impegnati nella costruzione della reggia

Nel 1742 l'architetto Ferdinando Sanfelice comincia la sistemazione dei centoventiquattro ettari del parco di Capodimonte: da una spianata di forma ellittica che si apre di fronte al palazzo, il Sanfelice lascia partire cinque viali da cui si diramano altri più piccoli che attraversano il bosco; a questo si affianca inoltre anche il restauro di tutte quelle costruzioni già presenti all'interno del giardino e destinate o ad abitazione o a luoghi di culto o adibite a sedi di lavoro come, una fabbrica di arazzi aperta nel 1737, una fabbrica di porcellana, inaugurata nel 1743 per poi essere distrutta assieme a tutti gli impianti e i forni nel 1759 quando il re si trasferisce in Spagna, portando con sé tutte le maestranze, risultando essere una delle più importanti nella lavorazione del materiale che dalla fabbrica prende il nome, una Stamperia Reale, nel 1750, ed una fabbrica d'armi, nel 1753, oltre a diverse aziende agricole. Nel 1755, nel palazzo ancora in costruzione, viene aperta la Reale Accademia del Nudo, diretta da Giuseppe Bonito, mentre nel 1758 sono trasferiti i primi dipinti che vanno ad occupare dodici delle ventiquattro sale, ancora in fase di completamento.
Con la salita al trono di Ferdinando I delle Due Sicilie nel 1759 i lavori della reggia continuano ad andare a rilento, sia perché si era paventata l'idea di creare a Napoli un unico polo museale dove raccogliere, oltre alle opere d'arte, anche la biblioteca e l'accademia, con la scelta ricaduta sul palazzo degli Studi, il futuro museo archeologico nazionale, sia per una questione di carattere economico, in quanto l'interesse del nuovo re si era spostato verso la costruenda reggia di Caserta: tuttavia, con Ferdinando Fuga a capo dei lavori, nel 1765 viene completata l'ala centrale e, negli ultimi trent'anni del XVIII secolo, è ripristinata la fabbrica di porcellane. Sono inoltre completate le stanze del secondo cortile, unite a quelle già realizzate tramite due lunghi saloni, destinati a diventare, con l'inizio del nuovo secolo, di rappresentanza e viene infine inaugurato un laboratorio di restauro. Con l'avvento della breve Repubblica Napoletana nel 1799, il palazzo viene in parte saccheggiato delle sue opere ed al ritorno di Ferdinando il resto della collezione viene trasferito al palazzo Francavilla, al centro della città, perdendo in parte la sua funzione museale e destinata a sede abitativa.

### XIX secolo

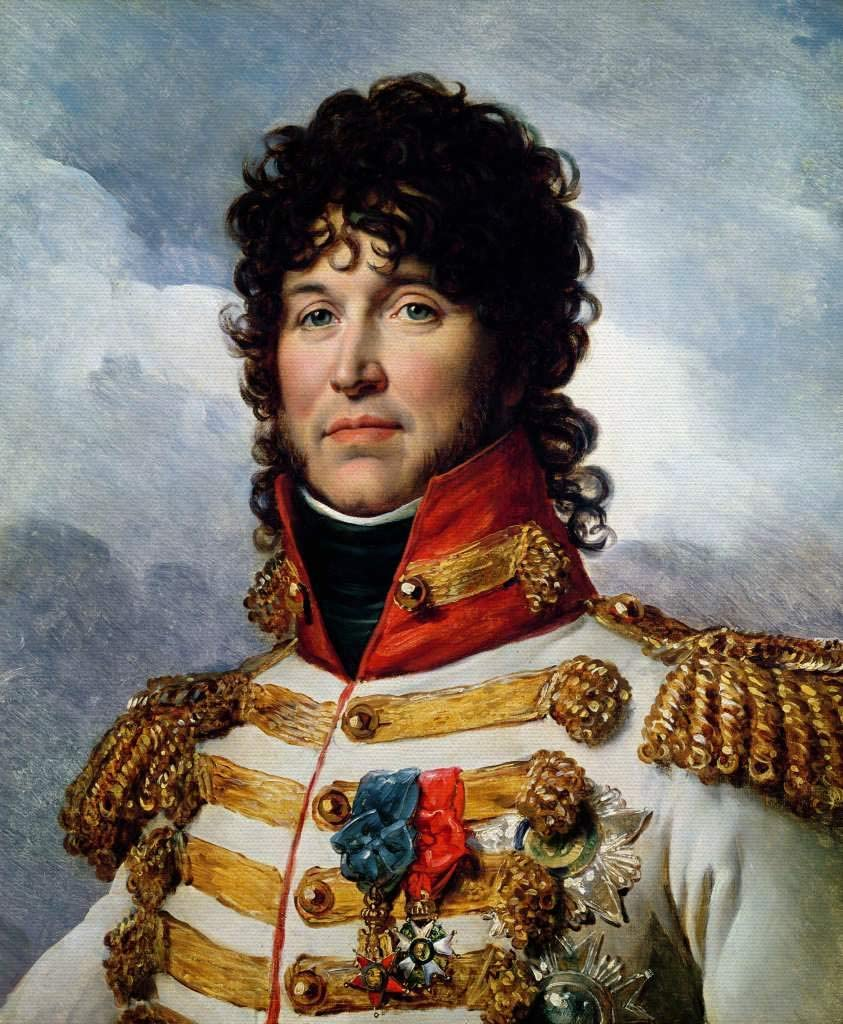
Gioacchino Murat, uno dei sovrani che trasforma la reggia in abitazione privata

L'arrivo dei francesi a Napoli nel 1806 e dei suoi nuovi sovrani Giuseppe Bonaparte e Gioacchino Murat, quest'ultimo regnante dal 1808 al 1815, corrisponde ad una nuova fase di vita per la reggia, votata a diventare una residenza reale. I nuovi sovrani infatti attuano innanzitutto una politica di urbanizzazione della collina di Capodimonte con la costruzione di ville e casini per i dignitari di corte e studiano un collegamento diretto tra la città e il palazzo, ossia una strada rettilinea, chiamata Corso Napoleone, divenuto poi via Santa Teresa degli Scalzi e corso Amedeo di Savoia. I lavori per la nuova strada iniziano nel 1807 sotto la direzione di Bartolomeo Grasso e l'esecuzione di Nicola Leandro e Gioacchino Avellino: questa supera il vallone della Sanità con un ponte, iniziato nel 1809, fino a terminare in una piazza ellittica, chiamata Tondo di Capodimonte, da dove una serie tornanti permette di giungere fino alla reggia. Circa trent'anni dopo, inoltre, viene realizzata una scala monumentale in piperno, su disegno di Antonio Niccolini, che partendo dal Tondo, taglia i tornanti, per un accesso rapido alla dimora, anche se solo pedonale. All'arrivo dei francesi la residenza è completa solo per due terzi: gli interni sono arricchiti con arredi e oggetti fatti arrivare direttamente dalla Francia o commissionati ad artigiani locali, secondo il gusto dei sovrani.
Con la restaurazione della dinastia borbonica a Napoli nel 1816, il re Ferdinando rimane entusiasta della nuova impronta data al palazzo, continuando quella politica residenziale di chi l'aveva preceduto: anche il secondo piano è liberato dal resto delle opere d'arte rimanenti, trasferite al palazzo degli Studi e destinato alla servitù. La reggia di Capodimonte diventa quindi sede di eventi e feste: nel 1819 soggiorna Klemens von Metternich, accompagnato dalla consorte e dal primo ministro, durante la cui permanenza vengono allestiti banchetti per oltre mille invitati e vengono esaltati le portate preparate, tra cui la sfogliatella, e i giochi scenici creati, come quello di un quadrupede paracadutato da un pallone aerostatico; durante questo periodo il giardino viene aperto alla popolazione due volte all'anno, all'approssimarsi di festività religiose, per consentire il pellegrinaggio ad un eremo di frati cappuccini, situato ai confini del parco. Sia Ferdinando che il suo successore, il figlio Francesco I delle Due Sicilie, utilizzano la reggia a scopo residenziale, affiancandola a quella di Portici e Caserta: in particolare Francesco preferisce soggiornare in una palazzina chiamata dei Principi, un antico casino nobiliare restaurato, situata all'interno del parco stesso, a poca distanza dal complesso principale.

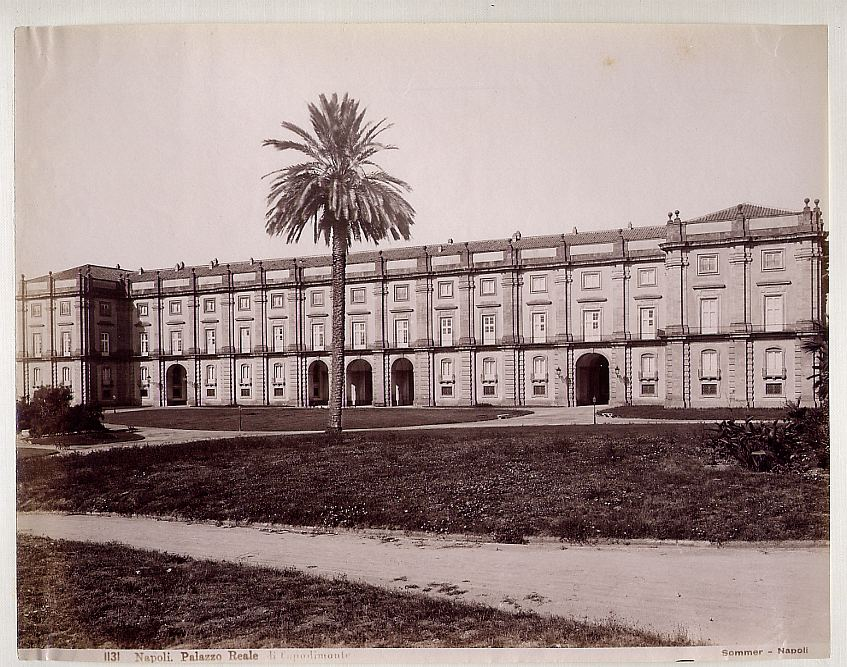
La reggia alla fine del XIX secolo

Nel 1830 sale al trono Ferdinando II delle Due Sicilie, il quale trova un palazzo ancora incompiuto: completato nel 1833 il terzo cortile, nel 1834 affida i lavori agli architetti Antonio Niccolini e Tommaso Giordano, i quali provvedono alla realizzazione del cortile nord; dal 1836 al 1837 vengono effettuate anche le decorazioni delle sale destinate agli appartamenti, quelle dell'area meridionale, in stile neoclassico, in particolare di due saloni di rappresentanza, uno arricchito con dipinti ritraenti personalità della dinastia borbonica, l'altro destinato ai ricevimenti di corte: le sale sono inoltre abbellite con opere acquistate dai sovrani oppure spedite da giovani artisti napoletani mandati a studiare a Roma con contribuito reale, e da loro stessi realizzate per mostrare i progressi avuti. Il palazzo è definitivamente completato nel 1838, anche se agli inizi degli anni '40 viene aggiunto lo scalone monumentale interno; inizia inoltre anche la sistemazione del parco, affidato alle cure di Friedrich Dehnhardt, il quale lo trasforma in un giardino all'inglese, con aiuole ed essenze arboree, oltre a piante esotiche e rare.
Irrilevante è la successione al trono di Francesco II delle Due Sicilie, mentre con l'unità d'Italia e la nomina di Annibale Sacco a direttore della Real Casa, quando la reggia di Capodimonte continua a svolgere la sua funzione abitativa per conto di casa Savoia, importanti furono alcune aggiunte alle decorazioni interne. Infatti Sacco vi trasferisce un gran numero di porcellane e Biscuit, l'armeria nel 1864, un salottino di porcellana nel 1866, realizzato nella metà del XVIII secolo per volere della regina Maria Amalia di Sassonia e originariamente collocato nella reggia di Portici, ed un pavimento in marmo nel 1877, ritrovato circa cento anni prima durante gli scavi archeologici di una villa imperiale a Capri e sistemato temporaneamente a villa Favorita a Resina. Sempre grazie al nuovo direttore, intorno agli appartamenti sul piano nobile si viene a creare una sorta di pinacoteca che raccoglie opere pittoriche di artisti napoletani. Verso la fine del XIX secolo continuano a svolgersi feste e cerimonie, sia nel palazzo che nel parco; sono organizzati infatti banchetti in onore di Alessandro Dumas o dei reali d'Inghilterra, battute di caccia ed un ricevimento nel 1877 in occasione dell'Esposizione Nazionale di Belle Arti.

### XX secolo
Anche all'inizio del XX secolo il complesso continua nella sua funzione abitativa: sovente soggiorna Vittorio Emanuele III di Savoia, mentre in seguito viene assegnata come dimora alla famiglia del duca di Aosta, nonostante il passaggio dell'edificio dalla Corona al demanio nazionale nel 1920. Questi lasciano la reggia solo al termine della seconda guerra mondiale, nel 1946, quando viene designata la sua nuova funzione, ossia quella museale, con decreto definitivo del 1949. Nel 1952 partono i lavori di restauro, con la valorizzazione degli ambienti residenziali e del parco e l'adattamento delle sale all'esposizione delle opere; il museo nazionale di Capodimonte viene inaugurato nel 1957.
A seguito del terremoto dell'Irpinia del 1980 si rendono necessari ulteriori restauri e grazie all'arrivo di finanziamenti il palazzo viene chiuso e riaperto nel 1995, rendendo fruibile prima il primo piano, dunque anche secondo e terzo nel 1999.

## Descrizione
| Il primo piano della reggia di Capodimonte: le stanze occupate dall'Appartamento Reale solo quelle in verde oltre alla sala 52 | La reggia vista dalla collina della certosa di San Martino |

La reggia si presenta con una pianta rettangolare, con due corpi di fabbrica alle due estremità leggermente più sporgenti rispetto a quella centrale. Essa ha una lunghezza di centosettanta metri per ottantasette sul lato minore ed un'altezza di trenta metri distribuita su due piani più un sottotetto. Le pareti esterne, intonacate in rosso napoletano, sono in stile neoclassico con influenze doriche, considerato, nel XVIII secolo, idoneo per gli edifici museali. Queste presentano inoltre lesene in piperno grigio che si alternano a finestre, balconi al primo piano, dalla forma quadrata al secondo; al piano terra, alle finestre si aggiungono i portali ad arco a tutto sesto che consentono l'ingresso. Due di questi sono posti alle estremità del corpo centrale, mentre altri tre, in successione, si trovano nella parte centrale. L'edificio si sviluppa intorno a tre cortili ed internamente solo alcune sale del primo piano conservano gli arredi della reggia, denominate Appartamento Reale, mentre le restanti sale, così come il secondo piano, originariamente adibito alla servitù, il sottotetto e l'ammezzato sono destinati alle esposizioni museali; il piano terra è invece riservato all'accoglienza dei visitatori del museo con i vari servizi come biglietteria, guardaroba, bookshop, caffetteria e auditorium. Intorno alla reggia si estende un parco.

### Appartamento Reale
L'Appartamento Reale, modificato architettonicamente rispetto al suo aspetto originario e privato in parte degli oggetti di arredamento descritti negli inventari, ha visto avvicendarsi tra le sue sale cinque sovrani borbonici, due francesi e i duchi di Aosta.

#### Le sale borboniche

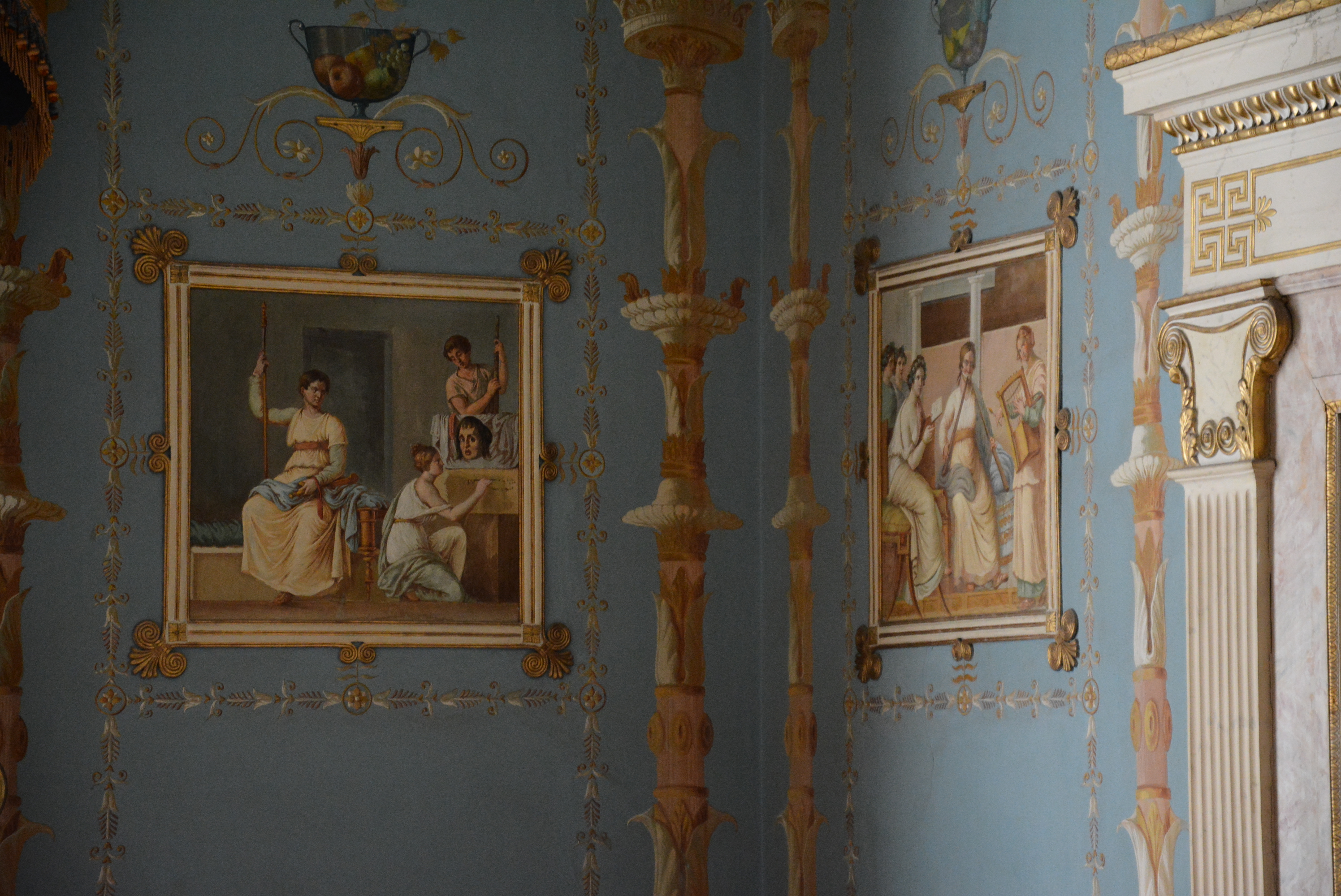
Affreschi della sala 23

Quello che si conserva dell'appartamento parte dalla sala 23, ossia la camera da letto di Francesco I e Maria Isabella di Borbone-Spagna, chiamata anche Alcova dipinta alla Pompeiana, uno degli interni più raffinati del XIX secolo la cui descrizione originaria è custodita in un inventario del 1857. L'ambiente venne realizzato tra il 1829 ed il 1830 su progetto di Antonio Niccolini, anche se l'architettura iniziale è stata poi alterata dall'apertura di una porta d'ingresso dove era l'alcova con il letto, che però non ha modificato la luminosità dell'ambiente, ripristinata grazie ad una carta da parato gialla, realizzata a San Leucio. Le decorazioni delle pareti sono a tempera e realizzate da Gennaro Bisogno, Gennaro Maldarelli e Salvatore Giusti, con temi che riprendono quelli degli affreschi ritrovati negli scavi archeologici di Pompei ed Ercolano, il pavimento è in mosaici antichi e la tappezzeria, come la portiera del balcone, anche se in parte andata perduta, è in seta, realizzata dalla Real Fabbrica di San Leucio su disegno dello stesso Niccolini. Completano l'ambiente un tavolo con scacchiera, un tripode, tre tavolini, rispettivamente in pietre dure, bronzo e alabastro, e quadri come Ritratti della famiglia di Francesco I e Siti reali; dalla finestra si gode infine di un panorama sul golfo di Napoli.
All'angolo del lato orientale del palazzo si trova la sala 31, denominata Salone della Culla in quanto in essa era custodita una culla, poi spostata nella reggia di Caserta, disegnata da Domenico Morelli e Ignazio Perricci donata dal popolo di Napoli ai Savoia per la nascita di Vittorio Emanuele III nel 1869. La sala, chiamata anche Gran Galleria color cece, ha un pavimento in marmo rinvenuto durante gli scavi archeologici di una villa imperiale di Capri, precisamente la villa Jovis, nel 1788, ed inizialmente posato nella villa Favorita a Resina e poi trasferito alla reggia di Capodimonte nel 1877. Nella stanza sono esposti diversi oggetti in porcellana, come due orologi, mentre alle pareti si trovano due paesaggi dipinti dai francesi Jean-Joseph-Xavier Bidauld e Alexandre-Hyacinthe Dunouy, due tele di Vincenzo Camuccini, tra cui una dal titolo Tolomeo Filadelfo nella biblioteca di Alessandria, un arazzo di Pietro Duranti ed un tessuto Gobelins con scene della vita di Don Chisciotte della Mancia.

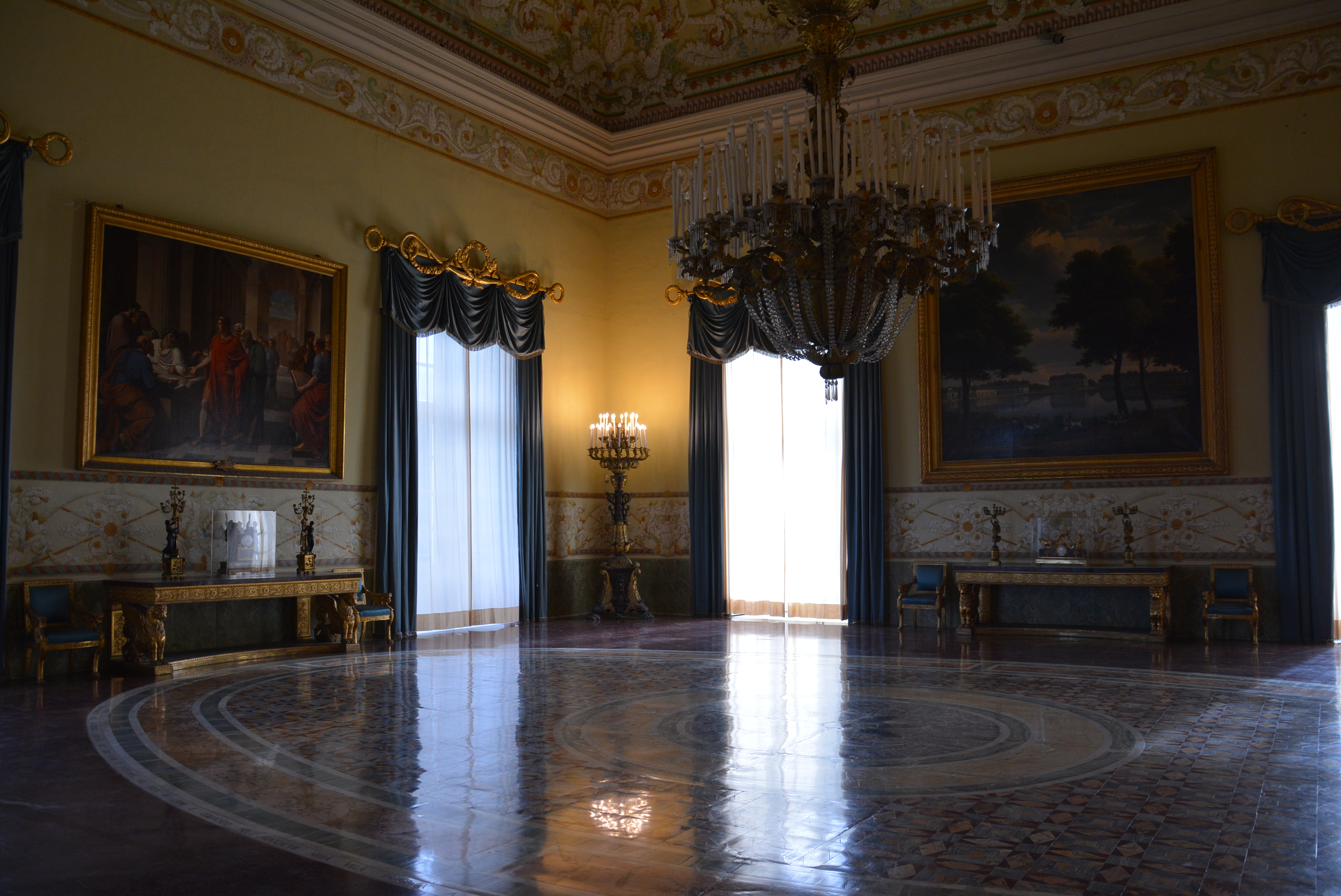
Il Salone della Culla

La sala 32 è dedicata a Carlo di Borbone: questo è raffigurato insieme alla moglie Maria Amalia di Sassonia negli ovali del soffitto, opera del pittore di corte Francesco Liani: sempre dedicate al re diverse pitture che ritraggono scene della sua vita, come un dipinto a figura intera, intitolato Ritratto di Carlo di Borbone in abiti da cacciatore, di Antonio Sebastiani e Carlo di Borbone in visita alla basilica di San Pietro e Carlo di Borbone visita il papa Benedetto XIV nella coffee-house del Quirinale di Giovanni Paolo Pannini. Ornano la sala angoliere a forma di bacile in porcellana e specchiere e statuine sempre dello stesso materiale, oltre a sedie di manifattura inglese ed un tavolo parietale in legno, alabastro e terracotta.
La sala 33 è dedicata a Ferdinando IV: a lui è infatti intitolato un dipinto, il primo in assoluto in vesti di sovrano, ritratto all'età di otto anni, di Anton Raphael Mengs; nella stanza sono conservate due portantine in legno intagliato, un cassettone ligneo di manifattura inglese e opere pittoriche di Claude Joseph Vernet e di Antonio Joli, in particolare di quest'ultimo sono Partenza di Carlo per la Spagna vista da terra, Partenza di Carlo per la Spagna vista dal mare e Ferdinando IV a cavallo con la corte.
Un vasto ambiente di rappresentanza è la sala 34; l'idea di Ferdinando II, durante il progetto di risistemazione degli interni della reggia, era di creare in quest'ambiente una vera e propria galleria di ritratti della famiglia: al suo interno infatti, oltre a mobili di manifattura napoletana, si trovano tele come Ritratto equestre di Carlo di Borbone e Ritratto equestre di Maria Amalia di Sassonia di Francesco Liani e Ritratto di Carlo IV, re di Spagna e Ritratto di Maria Luisa di Parma di Francisco Goya e trasferiti a Napoli dalla seconda moglie di Francesco I, Maria Isabella di Spagna.

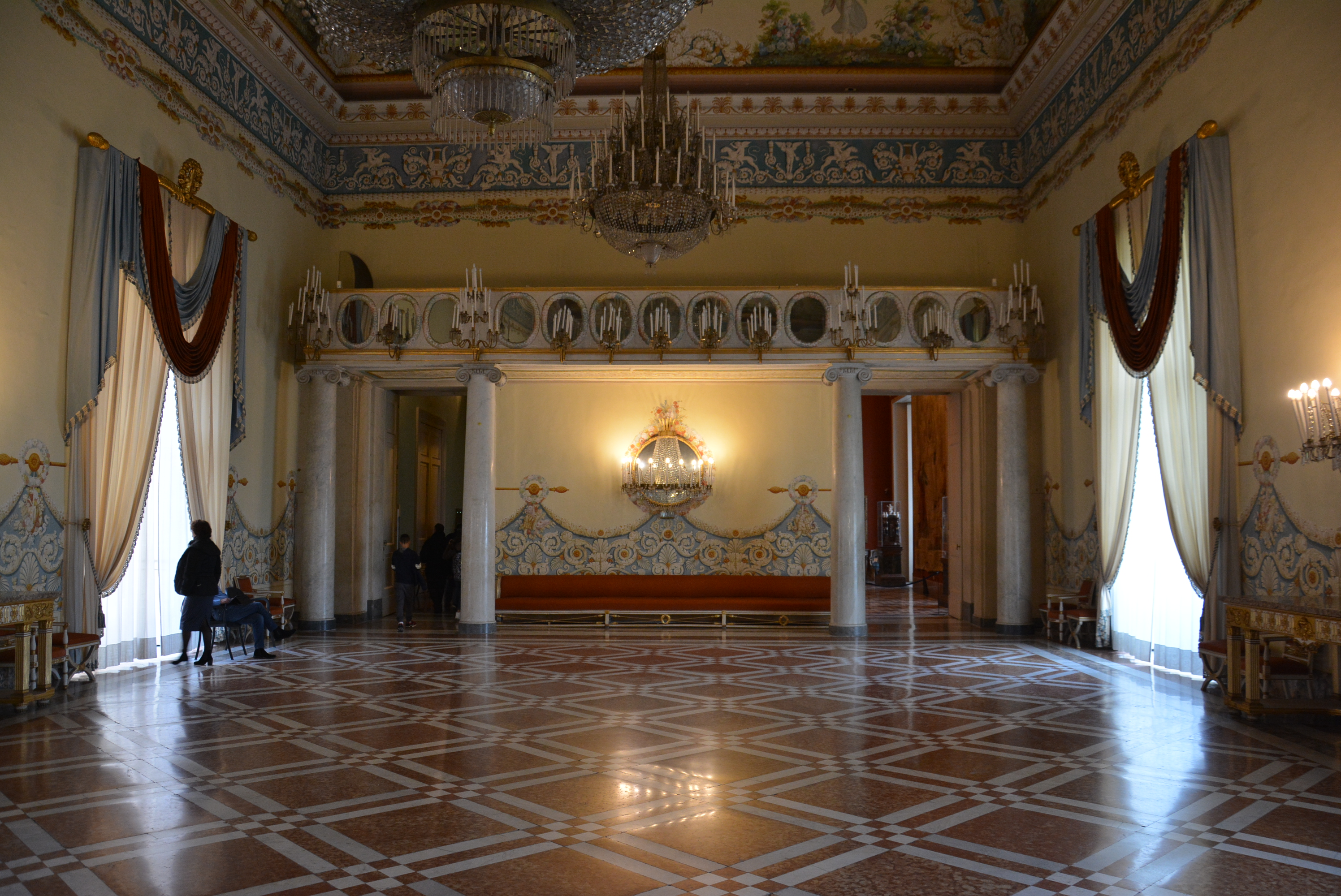
Il Salone delle Feste

La sala 37, trovandosi nelle vicinanze del Salone delle Feste, era destinata ad ospitare banchetti e rinfreschi durante le feste che si tenevano a palazzo: dell'arredo originale fanno parte i tavoli da pareti, sostenuti da sfingi, una tavola centrale allestita con un corredo in bronzo dorato, opera della bottega del Righetti, e con un servizio di porcellane francesi donato da Maria Carolina d'Asburgo-Lorena e contornato da dodici sedie con braccioli, realizzati per volontà di Ferdinando II nel 1838; alle pareti diverse tele con tema della famiglia borbonica come Ritratto della famiglia di Ferdinando IV di Angelika Kauffmann e Ritratto della famiglia di Francesco I di Giuseppe Cammarano, ed ancora Veduta di Napoli da Capodimonte di Antonio Joli ed un arazzo con la Gloria del regno di Ferdinando IV e di Maria Carolina, di manifattura napoletana del XVIII secolo.
La sala 42, ossia il Salone delle Feste, è uno dei pochi ambienti di rappresentanza del piano nobile ad essere rimasto intatto; venne realizzata nel 1765 durante i lavori di costruzione dell'ala centrale del palazzo, originariamente pensata per ospitare le opere della galleria farnesiana e solo agli inizi del XIX secolo adibita ai ricevimenti e alle cerimonie ufficiali di corte. Durante i lavori di restauro voluti da Ferdinando II, la stanza venne completata e decorata tra il 1835 ed il 1838 da Salvatore Giusti, allievo di Jakob Philipp Hackert, sulla base di disegni di Antonio Niccolini, il quale darà una forte impronta neoclassica che si riscontra nella volta e nelle pareti con l'utilizzo di colori pastello e temi che si rifanno alla pittura pompeiana ed ercolanense; un ambiente simile a questo venne realizzato nel lato opposto del palazzo, ma poi modificato, con la divisione in tre stanze, a seguito della conversione museale del piano. La pavimentazione è in marmo siciliano con intarsi di marmi bianchi a formare disegni geometrici, probabilmente pensata dallo stesso Niccolini, mentre degli arredi originali rimangono gli specchi, i lampadari in cristallo, due divani, anche se altri sono stati ceduti alla fine del XIX secolo per andare ad allestire altri palazzi di rappresentanza del regno d'Italia, e tavoli parietali realizzati nel 1838 dall'intagliatore Francesco Biangardi e dal doratore Giuseppe De Paola, destinati in origine alla galleria dei ritratti.

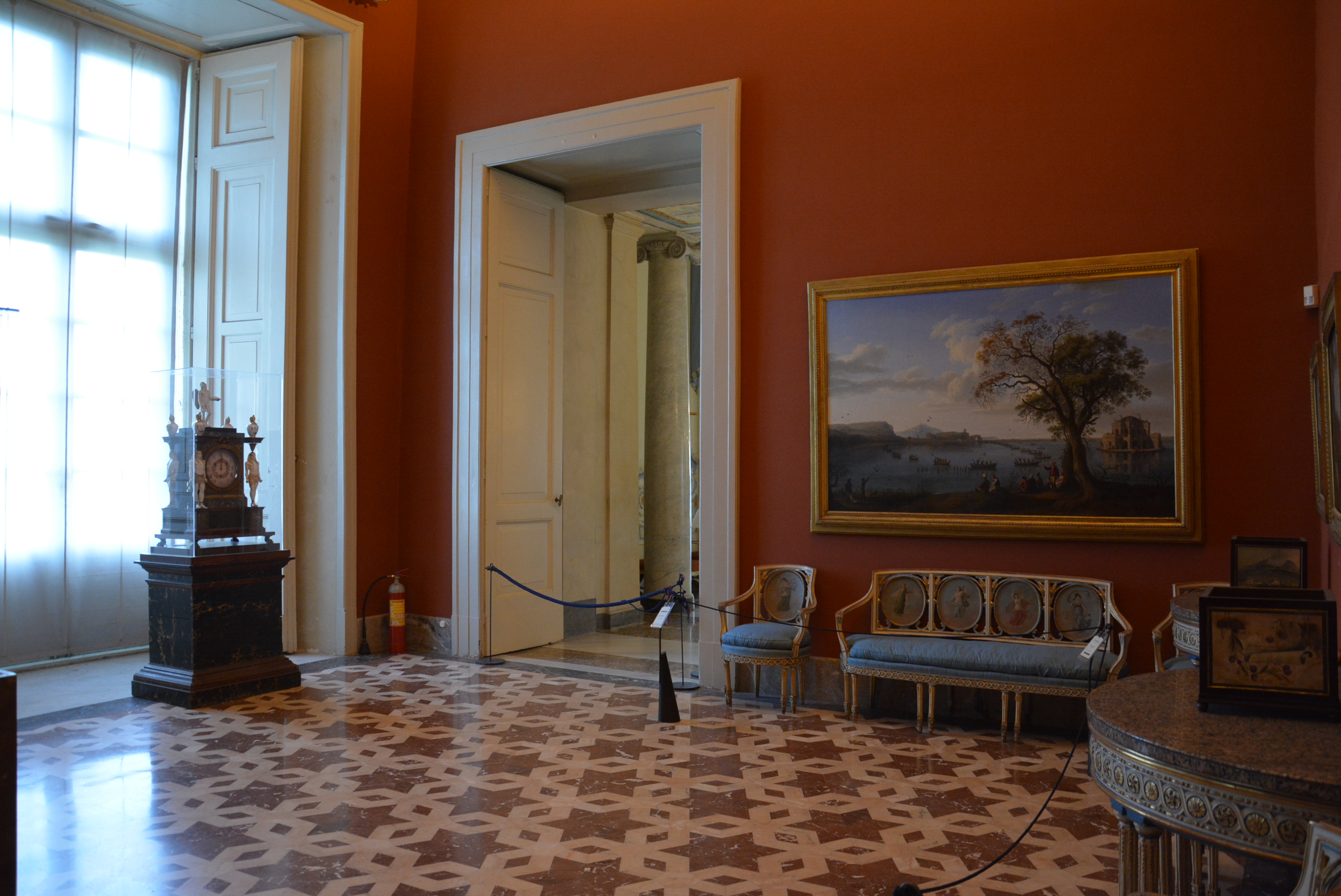
La sala 43

La sala 43 presenta nel soffitto un affresco, Gloria di Alessandro Magno, realizzato nel XVIII secolo da Fedele Fischetti, originariamente nel palazzo di Sangro di Casacalenda di Napoli e trasportato nella reggia nel 1957 per meglio conservarlo; nella stanza inoltre sono ospitate manifatture in porcellana, come la composizione del Carro dell'Aurora, arazzi, diversi mobili eseguiti da artigiani reali e pitture di Hackert, Carlo Bonavia e Pierre-Jacques Volaire: di quest'ultimo Eruzione del Vesuvio dal ponte della Maddalena, Notturni del golfo di Napoli e Veduta della Solfatara.
Nella sala 44 sono conservati alcuni strumenti musicali appartenuti a Ferdinando IV come due ghironde, realizzate da Jean Louvet rispettivamente nel 1764 e nel 1780, ed una chitarra-lira di Gaetano II Vinaccia; tra gli oggetti d'arredo un orologio in Biscuit appartenuto a Maria Carolina, un arazzo raffigurante La munificenza di David, diverse porcellane ed un presepe del XVIII secolo, donato nel 1895 dagli eredi Catello, in terracotta, legno e sughero, con pastori in terracotta con corpo mobile in stoppa e fil di ferro.
Nella sala 45 si trova un soffitto affrescato, donato dai duchi del Balzo di Presenzano ed in origine all'interno del palazzo Casacalenda, raffigurante la Storia di Alessandro, di Fedele Fischetti, mentre il mobilio proviene dalla reggia di Carditello; decorano l'ambiente una serie di arazzi realizzati da Pietro Duranti su disegno di Odoardo Fischetti, rappresentanti scene di vita di Enrico IV di Francia come Il Re riceve il ministro Sully davanti a cortigiani. Nelle vetrine sono esposti oggetti di diverso materiale e fattura, segno di un proficuo scambio di regali tra le famiglie nobiliari dell'epoca, come portagioie, scatole con segreti, vasi, cofanetti e porcellane di scuola napoletana realizzate da Filippo Tagliolini.

#### Il salottino di porcellana
La sala 51 è stata modificata rispetto alla sua forma originaria, rimpicciolita, perdendo l'apertura sul giardino, ma conservando quella sul cortile interno, per fungere da ingresso al salottino di porcellana di Maria Amalia di Sassonia, spostato nella reggia di Capodimonte nel 1886: la stanza è decorata con arazzi di Domenico Del Rosso e diverse tele di Élisabeth Vigée Le Brun e Pietro Duranti ed uno di Carlo Bonavia, la Cascata, realizzata nel 1755; l'ambiente si completa con alcune sedie realizzate a Napoli tra la fine del XVIII secolo e l'inizio del XIX secolo ed un orologio di Joseph Martineau.

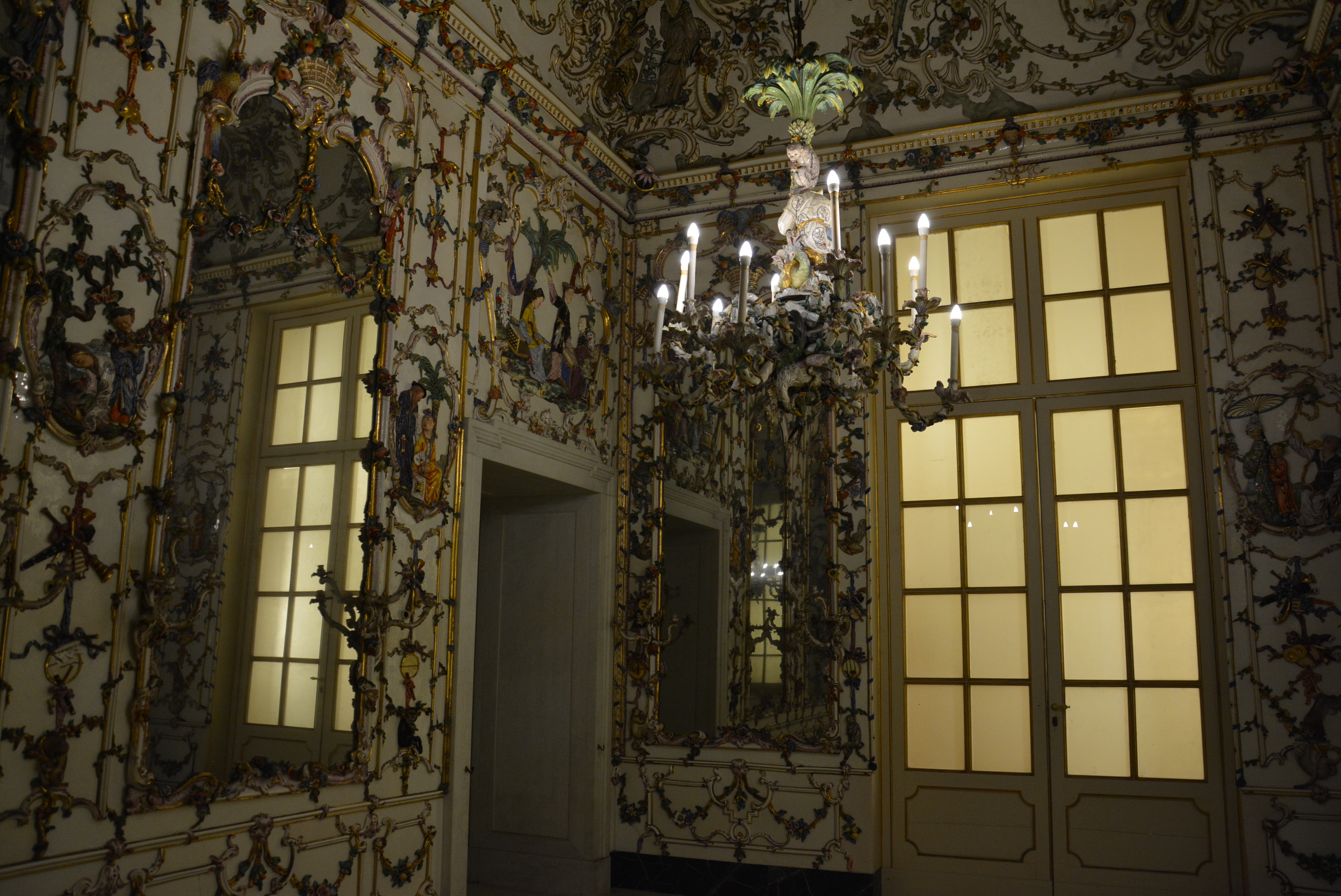
Il Salottino di Porcellana

Nella sala 52 è custodito il salottino di porcellana, composto da oltre tremila pezzi e realizzato tra il 1757 ed il 1759 da Giovanni Battista Natali, per essere destinato ad uso privato della regina Maria Amalia, la quale però lo adopererà pochissimo tant'è che, secondo i documenti dell'epoca, l'ultimo funzionamento del lampadario risaliva al luglio del 1759 e il 6 ottobre dello stesso anno la regina lasciava Napoli per trasferirsi a Madrid, dove se ne fece costruire uno simile al palazzo reale di Aranjuez: montato originariamente nella reggia di Portici, è stato trasferito nella reggia di Capodimonte nel 1866 per volere di Annibale Sacco. Tutte le fasi della sua realizzazione sono note attraverso diversi documenti: Luigi Vanvitelli, in una lettera indirizzata al fratello Urbano, datata giugno 1758, parlava di aver visto l'opera non ancora montata ed è quindi deducibile che questa fosse stata iniziata nell'anno precedente, e sicuramente conclusa nel 1759, anno in cui Giuseppe Gricci si reca a Portici con ventisei calessi i quali contengono il materiale pronto per essere montato; nel maggio 1759 erano inoltre già pronti il soffitto in stucco, le porte in legno ed il lampadario, mentre non si conosce se il pavimento era dipinto o anch'esso in porcellana. I pezzi di porcellana sono stati lavorati nella fabbrica di Capodimonte, sotto la guida del capo modellatore Giuseppe Gricci, che si è avvalso della collaborazione di Geatano Fumo e Ambrogio Di Giorgio per la formatura e Gaetano Tucci per la cottura, in modo tale da realizzare i disegni di Johann Sigmund Fischer e Luigi Restile; a Portici invece hanno lavorato Mattia Gasparini per gli stucchi e Gennaro Di Fiore per gli intagli lignei. Il salottino inoltre doveva essere interamente arredato in porcellana, di cui tuttavia non è rimasta alcuna traccia se non una consolle del 1759, conservata al musée national de Céramique a Sèvres. Spostato alla reggia di Capodimonte, in una sala riadattata per l'occasione, si nota come la volta in stucco si congiunga perfettamente alla costruzione in porcellana, la quale è fissata al muro tramite viti che poggiano su una gabbia di legno, nascoste da cornici, festoni e frutta: le decorazioni alle pareti sono costituite da animali, trofei musicali che recano cartigli o ideogrammi cinesi, inneggianti a re Carlo e scritti da un poeta appartenente al collegio dei Cinesi di Napoli, festoni e scene di vita cinese alternate a specchiere; il salottino di porcellana è l'esempio più significativo per il gusto delle cineserie che si diffusero in Europa nel XVIII secolo.
La sala 53, anch'essa rimpicciolita rispetto alla sua forma originaria, conserva al suo interno ritratti dei figli di Ferdinando e Maria Carolina commissionati a Élisabeth Vigée-Le Brun, un arazzo di manifattura Gobelins, inneggiante a Don Chisciotte alla festa di Barcellona data da Don Antonio Moreno e, alle pareti, quattro consolles con cintura dorata decorate con trofei militari del XIX secolo: su di esse posano quattro vasi adornati con coppie di statuette raffiguranti l'Ercole Farnese, realizzati in terraglia dalla fabbrica Del Vecchio.

#### Le sale francesi

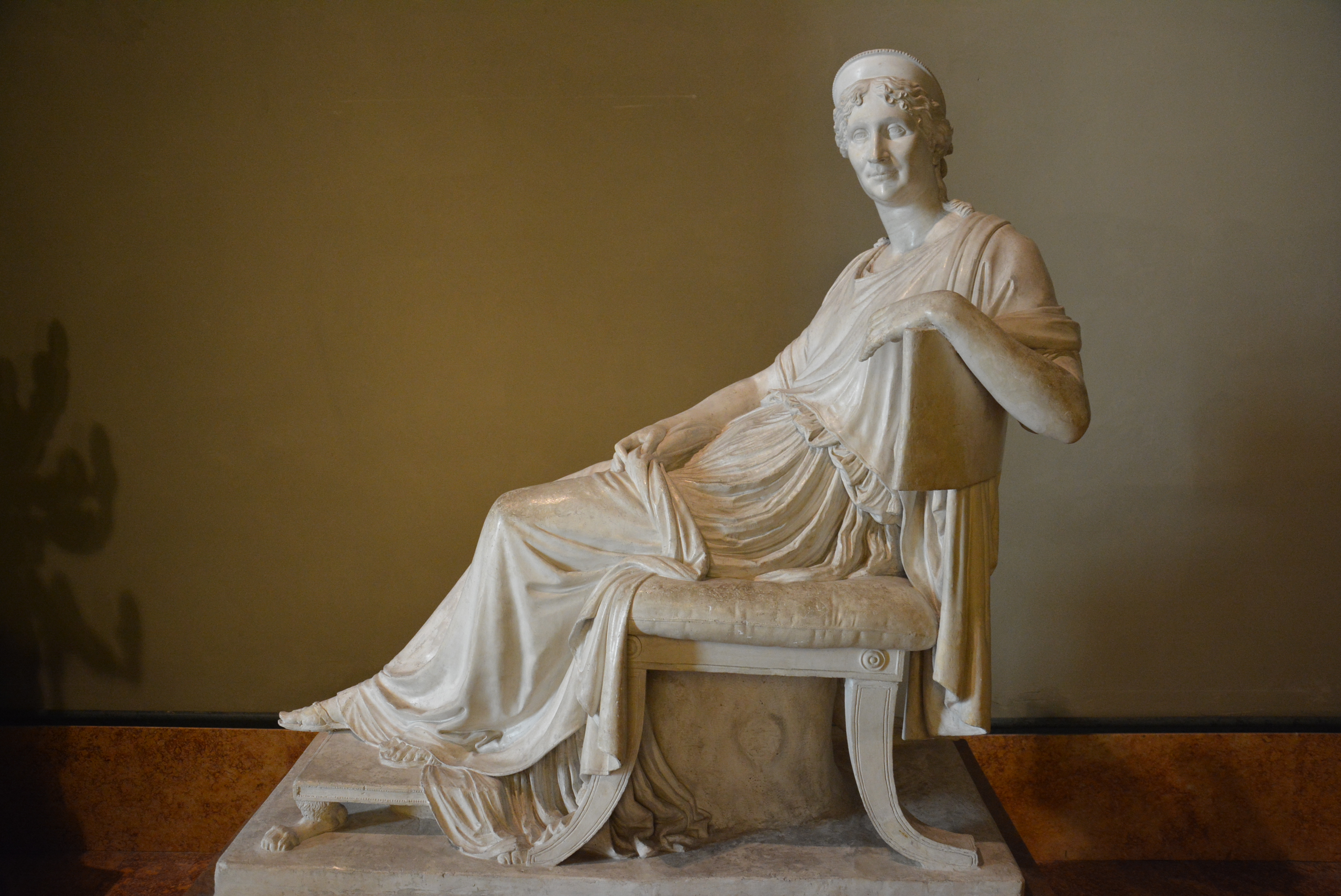
Ritratto di Letizia Remolino, statua di Antonio Canova, sala 55

La sala 54 ricorda il decennio della dominazione francese a Napoli: dipinti, arredi con dorature opache e lucide, busti e statue sia in bronzo che in porcellana, oltre a raffigurare i sovrani francesi sono di chiara ispirazione d'oltralpe; tra i dipinti figurano il Ritratto di Gioacchino Murat e Napoleone I, imperatore, entrambi opera di François Gérard, ed il Busto di Carolina Bonaparte, in Biscuit, della manifattura Poulard Prad. Tra gli elementi d'arredo: vasi della manifattura di Sèvres e Bailly fils, un tavolino del 1811 realizzato da Jacob Desmalter originariamente destinato al castello di Fontainebleau e sedie con schienale in velluto dipinto a mano con vedute di città, direttamente arrivati dalla Francia.
La piccola sala 55 funge da separazione tra le stanze del periodo francese e quelle della restaurazione borbonica: al suo interno è conservata una statua in gesso di Antonio Canova, Ritratto di Letizia Remolino, i busti di Luciano e Letizia, figli di Murat, di manifattura Poulard Prad, e quattro candelabri in bronzo dorato di manifattura francese, acquistati nel 1837 ed originariamente posti nella galleria dei ritratti.
La sala 56 si trova nell'angolo orientale del palazzo ed è chiamata Salone Camuccini: questa venne realizzata a seguito dell'arrivo dei Savoia, per volere di Annibale Sacco, e decorata secondo il gusto neoclassico della fine del XIX secolo, anche se aveva già subito precedentemente dei rimaneggiamenti a seguito dell'acquisto di alcune tele di grosse dimensioni desiderate da Murat e giunte a palazzo solo con il ritorno di Ferdinando I, che avevano imposto la chiusura di due balconi; nella volta sono stati realizzati fregi a tempera, mentre alle pareti sono esposti dipinti di grandi dimensioni realizzati da Pietro Benvenuti, Paolo Falciano, Francesco Hayez e Vincenzo Camuccini, da cui la stanza prende il nome: di quest'ultimo sono Morte di Giulio Cesare e Uccisione di Virginia. È inoltre custodita una collezione di statue di inizio XIX secolo, come La notte di Bertel Thorvaldsen, e, al centro, un tavolo in marmo, voluto da Carolina Bonaparte e realizzato nella parte centrale e nei piedi con mosaici ed altri materiali rinvenuti durante gli scavi archeologici di Ercolano: tra gli elementi di arredo grandi consolles di fattura napoletana ed un camino in marmo risalente a Ferdinando II e previsto in tutte le sale di rappresentanza della reggia.

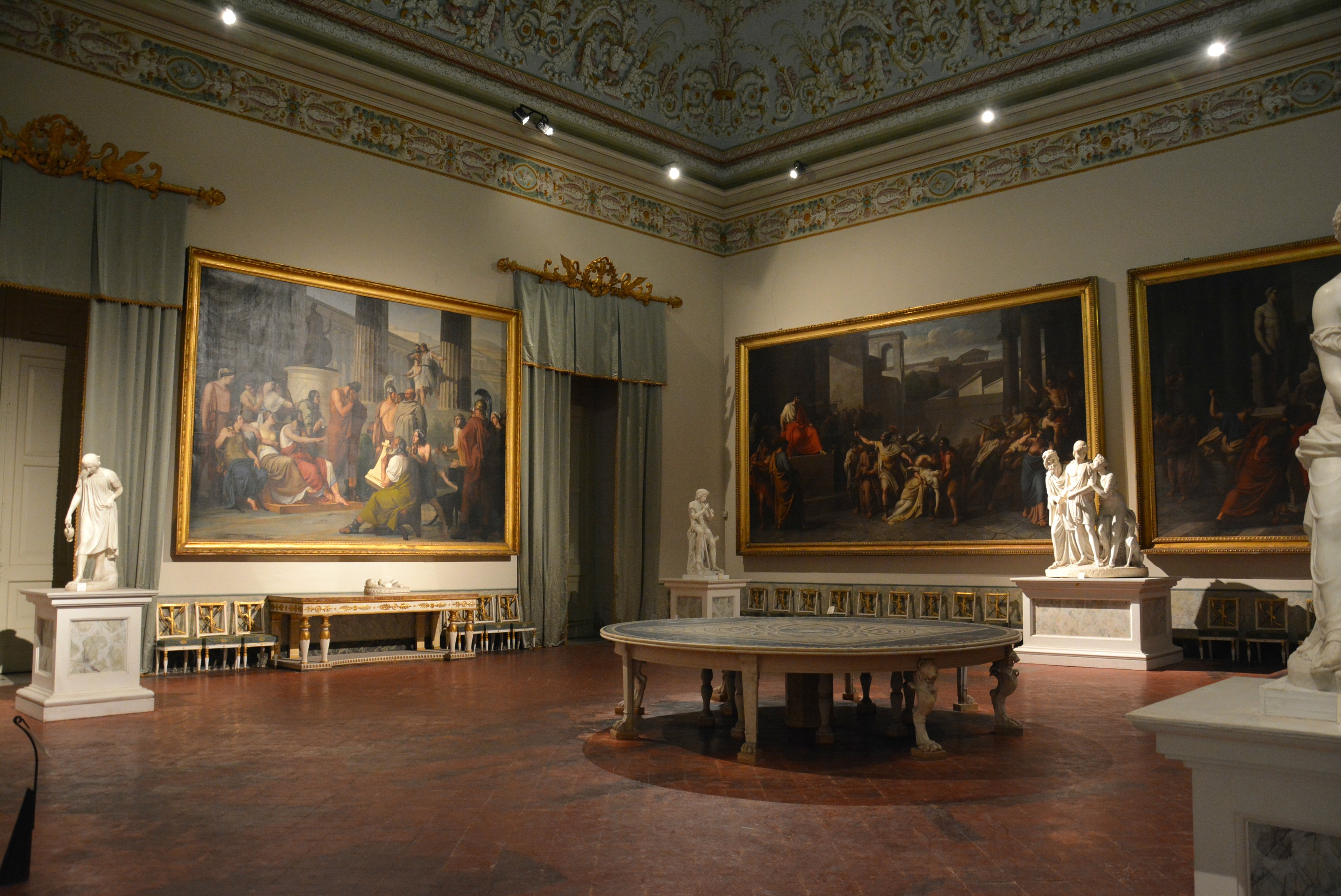
Il Salone Camuccini

Le sale 57 e 58 erano utilizzate dai membri della famiglia reale nei momenti di svago: al loro interno infatti sono sistemati tavoli da gioco e automi musicali risalenti al XIX secolo e realizzati in legni pregiati in stile impero dal tipico gusto francese. Nella sala 57 fa bella mostra la Giardiniera, un mobile in legno dalla triplice funzione di fioriera, voliera e vasca per pesci, oltre ad una tela di Johan Christian Dahl, La Real Casina di Quisisana, e una di Salvatore Fergola, Inaugurazione della ferrovia Napoli-Portici. La sala 58 conserva al soffitto un affresco proveniente da palazzo Casacalenda, diversi dipinti, tra cui uno di Giacinto Gigante, La cappella del Tesoro di San Gennaro, e uno di Anton Sminck van Pitloo, Templi di Paestum, e contiene pezzi di mobilio decorati con porcellana e bronzo, talvolta dipinti con scene dei siti reali, dei figli di Francesco I e dei vestimenti del regno e arricchiti con l'aggiunta di ingranaggi sonori.
Nella sala 59 sono ospitate numerose opere volute da Ferdinando I dopo la restaurazione della corona borbonica a seguito del decennio francese, quando iniziò l'opera di abbellimento della reggia, continuando comunque ad avvalersi della collaborazione di artisti francesi: tra le tele quella di Maria Amalia di Orléans con il figlio duca di Chartres di François Gérard, Visita dei sovrani francesi al Vesuvio di Joseph-Boniface Franque del 1814 e Matrimonio della principessa Maria Carolina di Borbone col duca di Berry di Louis Nicolas Lemasle; tra gli arredi, diversi vasi di manifattura parigina.
La sala 60 conclude quella zona del Museo di Capodimonte dedicata all'Appartamento Reale e funge da tramite tra il primo ed il secondo piano: al suo interno sono esposti i comunichini dello scultore Matteo Bottiglieri, realizzati all'inizio del XVIII secolo, ed un ciborio di Cosimo Fanzago della prima metà del XVII secolo: tutte le opere sono state ereditate dalla chiesa della Santissima Trinità delle Monache, mentre altri manufatti in marmo e pietre pregiate provengono comunque da conventi e chiese cittadine.

### Parco

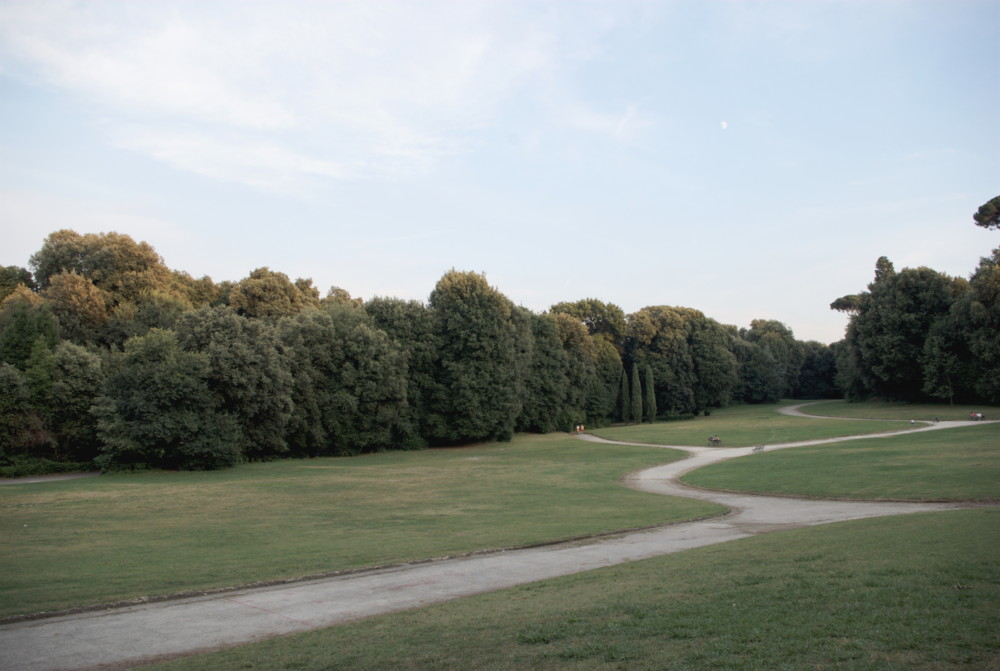
Il parco di Capodimonte

Il parco della reggia di Capodimonte ha un'estensione di centoventiquattro ettari ed era prevalentemente utilizzato dai sovrani per battute di caccia e per l'organizzazione di feste: a seguito dell'apertura del museo nel 1957 è diventato un parco pubblico. Venne realizzato nel 1743 da Ferdinando Sanfelice secondo il gusto barocco del periodo, ed intorno alla metà del XIX secolo fu restaurato da Federico Dehnhardt, assumendo l'aspetto di un giardino all'inglese: al suo interno sono presenti oltre quattrocento varietà di piante secolari, a cui nel tempo si sono affiancate coltivazioni di piante da frutta, specie esotiche, e palme, queste ultime messe a dimora nel dopoguerra. Sparse per il parco si ritrovano statue, fontane e numerosi edifici, in origine dimore di corte, come la casina dei Principi, o sedi di fabbriche, alcune delle quali riconvertite ad una nuova funzione, come la fabbrica di porcellana divenuta sede di una scuola per la lavorazione della ceramica: non mancano delle chiese come quelle di San Gennaro e l'eremo dei Cappuccini. Nel 2012 è stato avviato un progetto di recupero del parco, con la creazione di un orto nel quale vengono coltivati prodotti agricoli tipici del territorio campano.